# Ford Courier
Ford Courier — легкі вантажопасажирські автомобілі (фургони, пікапи) американської компанії Ford.

## Пн. американський (1950-1957)

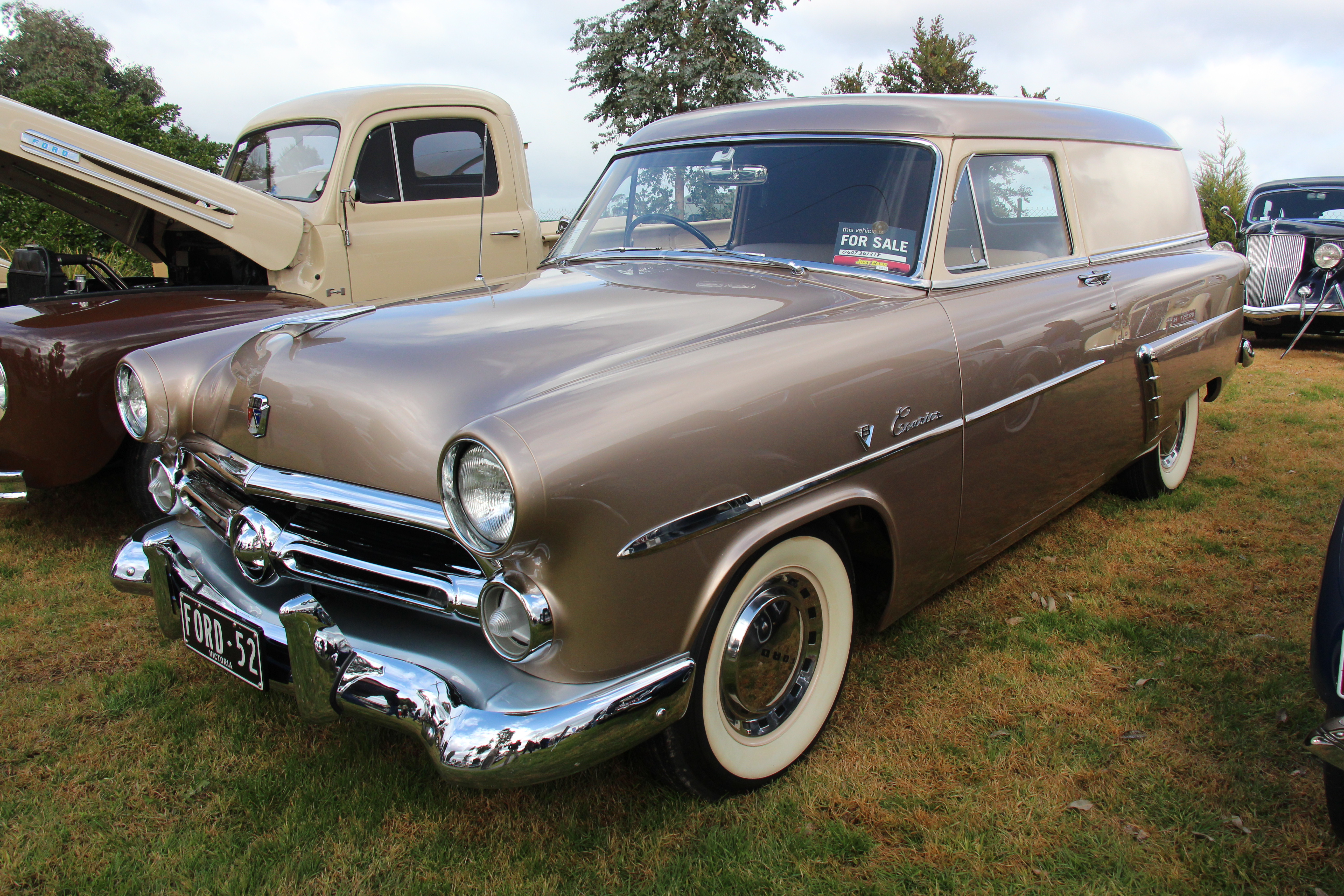
Ford Courier 1952

Ford Courier виготовлявся з 1950 року в різних країнах. Автофургон Ford Courier випускався з шести-або восьмициліндровим двигуном. У 1957 році його випуск був припинений. 

## Інтернаціональний (1972-2006)
З 1972 року в США, Австралії та Новій Зеландії під назвою Ford Courier почав випускатися компактний пікап на основі Mazda B-Series. У 1982 році його виробництво в США припинилося, але продовжилося в Австралії та Новій Зеландії до 2006 року. Його заміний Ford Ranger.
|                          |
| Ford Courier (1971–1976) |

|                          |
| Ford Courier (1977–1985) |

|                          |
| Ford Courier (1985–1999) |

|                          |
| Ford Courier (1999–2006) |

## Європейський (1991-2002)
У 1991 році європейське відділення Ford на шасі легкового автомобіля Ford Fiesta розпочало виробництво суцільнометалевого фургона, який також отримав назву Ford Courier, з корисним об'ємом кузова 2,8 м3 і з задніми двостулковими дверима. Його внутрішня довжина - 1,5 м, висота - 1,3 м. Європейський Ford Courier пропонувався з 1,3 літровим бензиновим двигуном потужністю 60 к.с. і 1,8-літровим дизелем потужністю 60 к.с., а з турбонадувом - 75 к.с. У 2002 році його виробництво було припинено. На зміну Courier прийшов Ford Transit Connect.
|                          |
| Ford Courier (1995–1999) |

|                          |
| Ford Courier (1999–2002) |

|              |
| Ford Courier |

## Бразильський (1998-2013)
У 1998 році на базі Ford Fiesta в Бразилії було розпочато виробництво малих пікапів, які також отримали назву Ford Courier. У той час, як перед схожий на пікап «bakkie» Ford Bantam на основі Fiesta південноафриканського виробництва, він має зовсім інший пасажирський відсік. Південноафриканська версія має короткі двері як на п'яти-дверному хетчбеку і малі квадратні фари в стилі великих пікапів з розширеними кабінами, а бразильська версія мала три довгі двері і не квадратні вікна.
Вантажопідйомність автомобіля 700 кг. До 1999 року, Кур'єр використовував 1,3-літровий двигун Endura і 1,4-літровий Zetec-SE 16-клапанний двигун. 1,4-літровий 16-клапанний Zetec-SE розганяв Mk IV до 170 км/год, розгін до 100 км/год за 12 секунд. З 2000 року, обидва двигуни були замінили Zetec Rocam об'ємом 1,6 літрів. Модель Mk V 1,6 мала максимальну швидкість 180 км/год і розганяється 0-100 км/год за 10 секунд.
Габарити автомобіля: колісна база 2830 мм, довжина 4457 мм, ширина 1793 мм і висота тисячі чотиреста сімдесят сім мм.
З 2013 року, завод в Бразилії призупинив виробництво моделі як для звичайних споживачів, так і для бізнесу. У підсумку, на зміну прийшов Ford Ranger (T6). У Мексиці автомобіль перестав продаватися після 2010 року.
|                          |
| Ford Courier (1998–2000) |

|                          |
| Ford Courier (2000-2013) |

## Transit Courier/Tourneo Courier (з 2014)

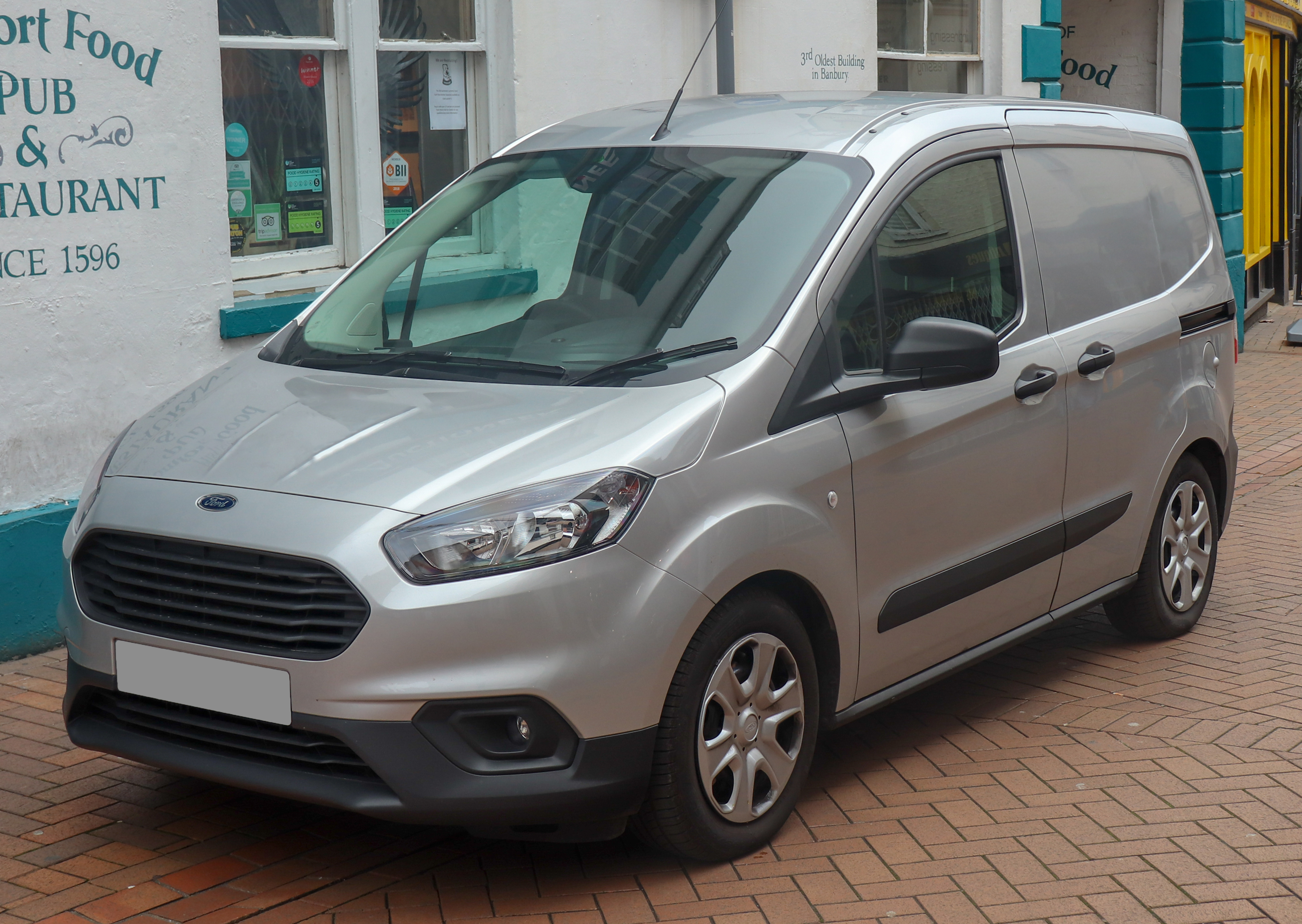
Ford Transit Courier

З 2014 року буде виготовлятись невеликий фургон Ford Transit Courier збудований на платформі B компанії Ford (на якій збудовані Ford Fiesta i Ford B-Max). Пасажирська версія фургона отримає назву Ford Tourneo Courier.